# Konkolyperje
A konkolyperje vagy szédítő vadóc (Lolium temulentum) az egyszikűek (Liliopsida) osztályának perjevirágúak (Poales) rendjébe, ezen belül a perjefélék (Poaceae) családjába tartozó, az egész világon elterjedt szántóföldi gyomnövény. A vele szimbiózisban élő gomba mérgező anyagokat termel és régebben az ember, ma inkább az állatok megbetegedését okozhatja.

## Elterjedése és életmódja
A Közel-keleten őshonos, de a növénytermesztés elterjedésével gyakorivá vált egész Európában és Észak-Afrikában. Mára az egész világ mérsékelt és szubtrópusi zónájában megtalálható. 
Szántóföldi gyomnövény, amely elsősorban az őszi vetésű gabonák tábláiban tenyészik. Csírázáshoz közepes vagy alacsony hőmérsékletre van szükség. A jó vízellátottságú talajt és mérsékelt éghajlatot preferálja. Fagytűrő. A modern növényvédő szerek hatására visszaszorulóban van.  

## Megjelenése
A konkolyperje 30-100 cm magas, lágyszárú, egyéves növény. Gyökérzete bojtos, amely gyakran beékelődik a szántóföldi gabonanövények gyökerei közé. Szára magas, merev, felálló, felső része érdes. 5-7 levele 10-30 cm hosszú és 0,3-1 cm széles, lándzsás, élénkzöld vagy kékeszöld, éle sima vagy érdes. Levélhüvelye és a levéllemez visszafelé simítva érdes tapintású. Virágzásig szinte megkülönböztethetetlen a kalászos gabonáktól.  
Júniustól augusztusig virágzik. Virágzata 12-30 cm hosszú kalász. A vastag és némileg szőrös kalászorsón váltakozva ülnek a lapított, élükkel a tengely felé forduló, egymástól távol álló kalászkák. Az egyes kalászkák 5-9 virágot tartalmaznak. 
Termése szemtermés, amelynek toklásza 6-8 mm hosszú, szálkája 1 cm-es.
Kromoszómaszáma 2n=14.

## Jelentősége
A Biblia ezt a növényt említi konkoly (görögül zizanion) néven. Nagy károkat okozott, esős években a termés nagy részét elpusztíthatta.
A konkolyperje önmagában nem mérgező, de a szemtermés héja alatt vele szimbiózisban él a Stromatinia temulenta (vagy Endoconidium temulentum) gombafaj, amely toxinokat termel; 0,06%-nyi temulin alkaloidot és loillin glikozidot tartalmaz. Régebben a gabonához keveredett magvakat a lisztbe is beleőrölhették és ennek fogyasztása fejfáját, hányást, szédülést, érzékzavarokat okozhatott. Ha állatok nagyobb mennyiségben (0,3-2 kg) megeszik, hasmenés, gyengeség, szédülés, bizonytalan járás, aluszékonyság, szapora és gyenge szívverés, testhőmérséklet csökkenése, látászavar (néha teljes vakság) léphet fel. Súlyos esetben légzésbénulás okozta elhullás is bekövetkezhet.   

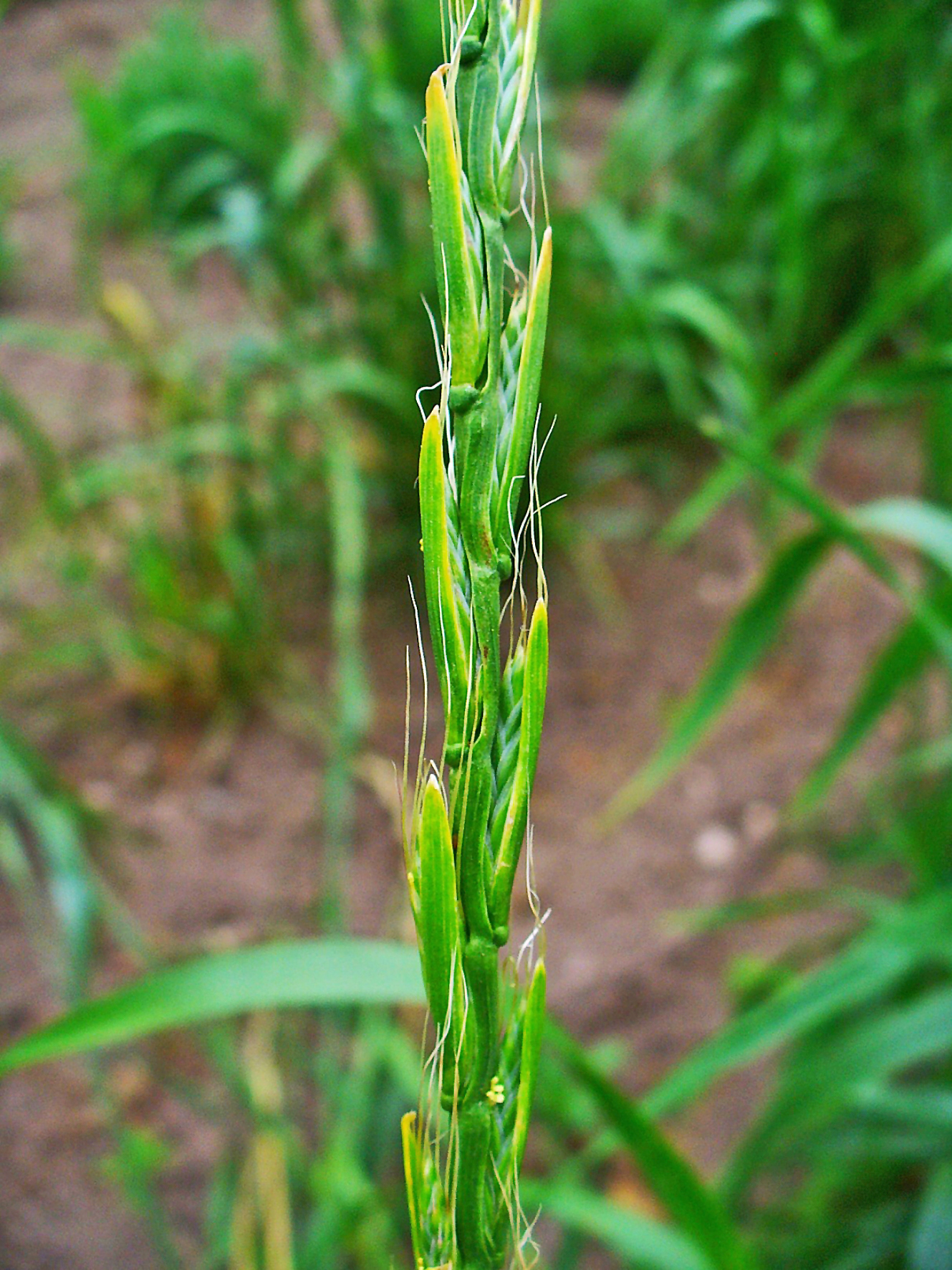
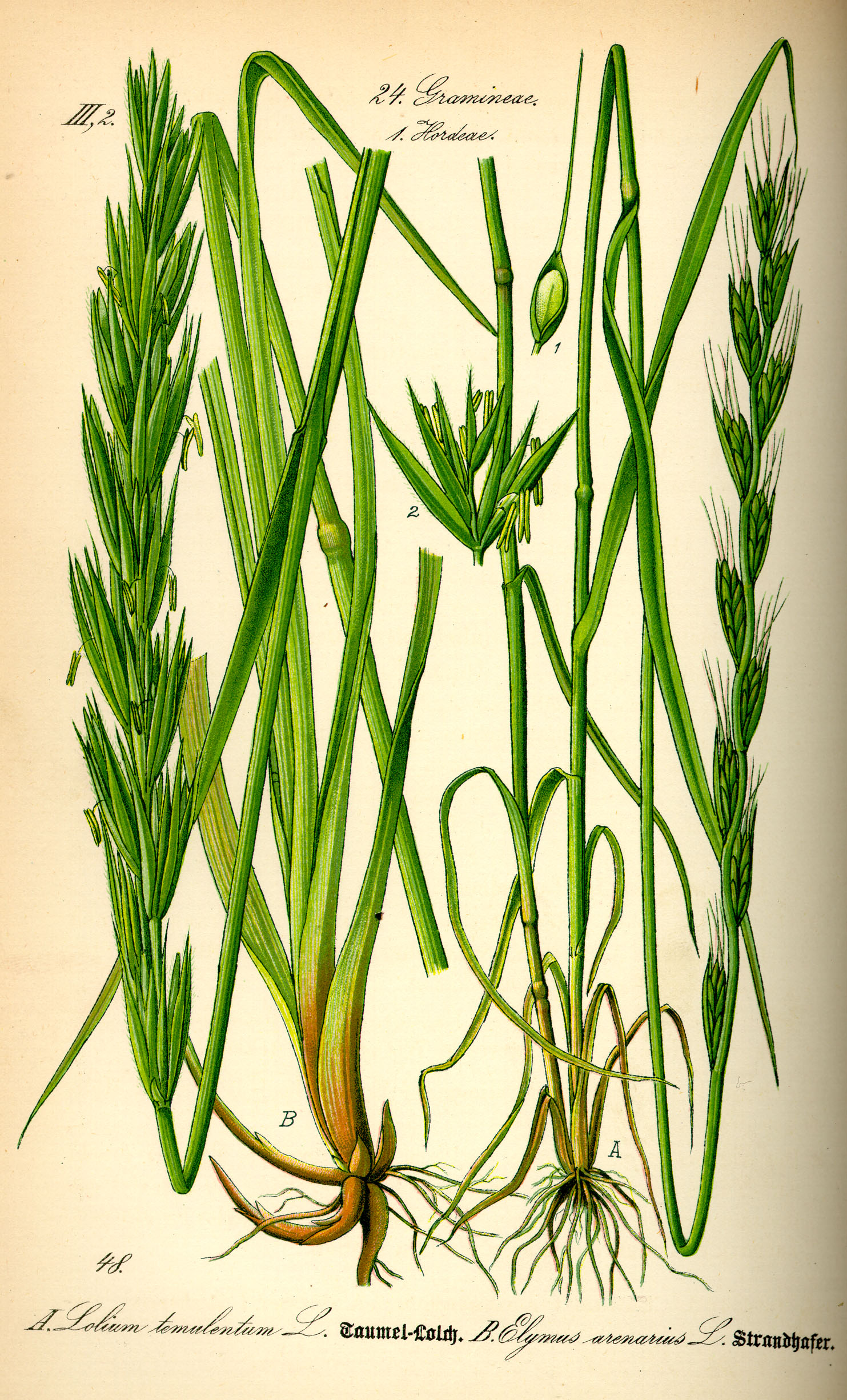
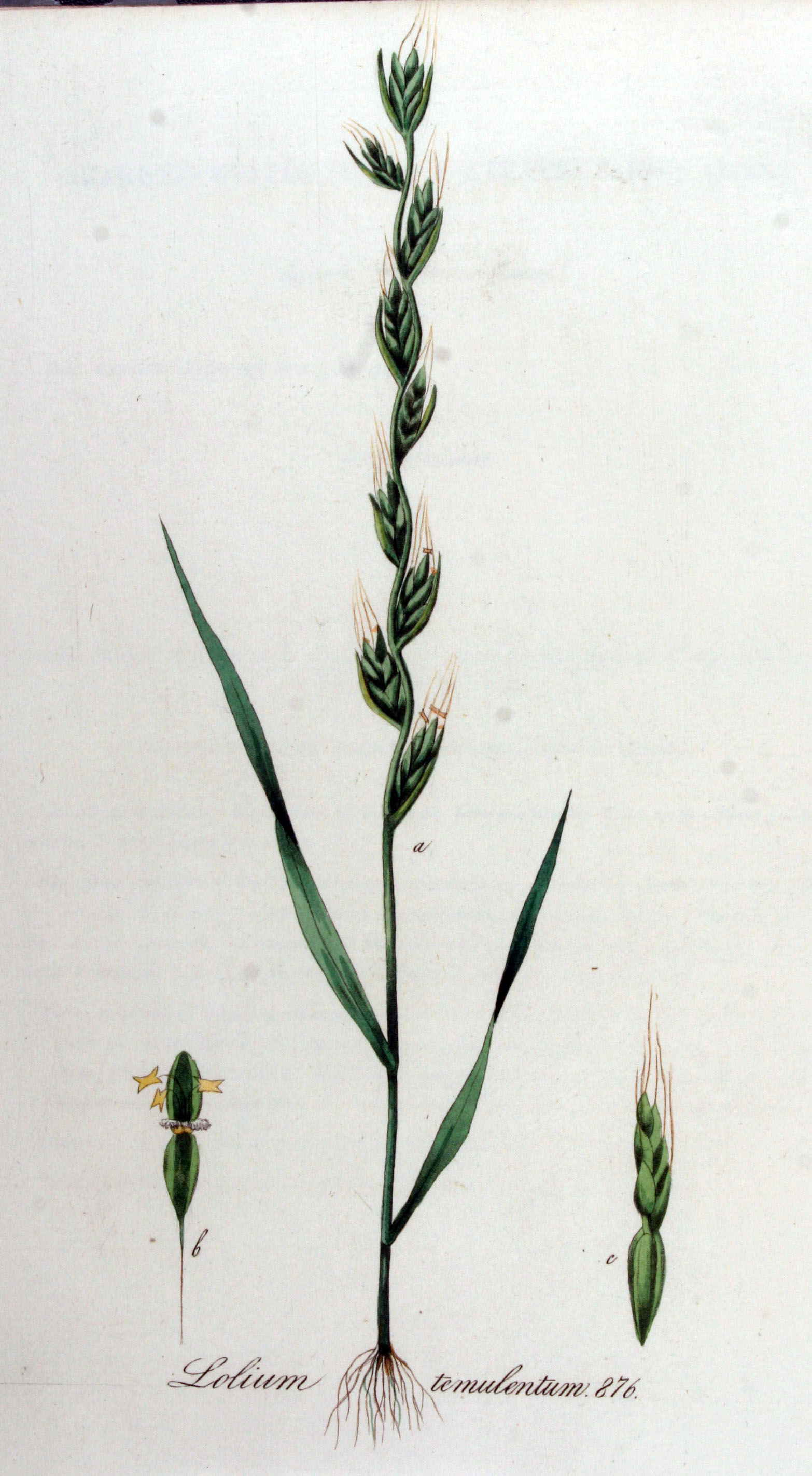
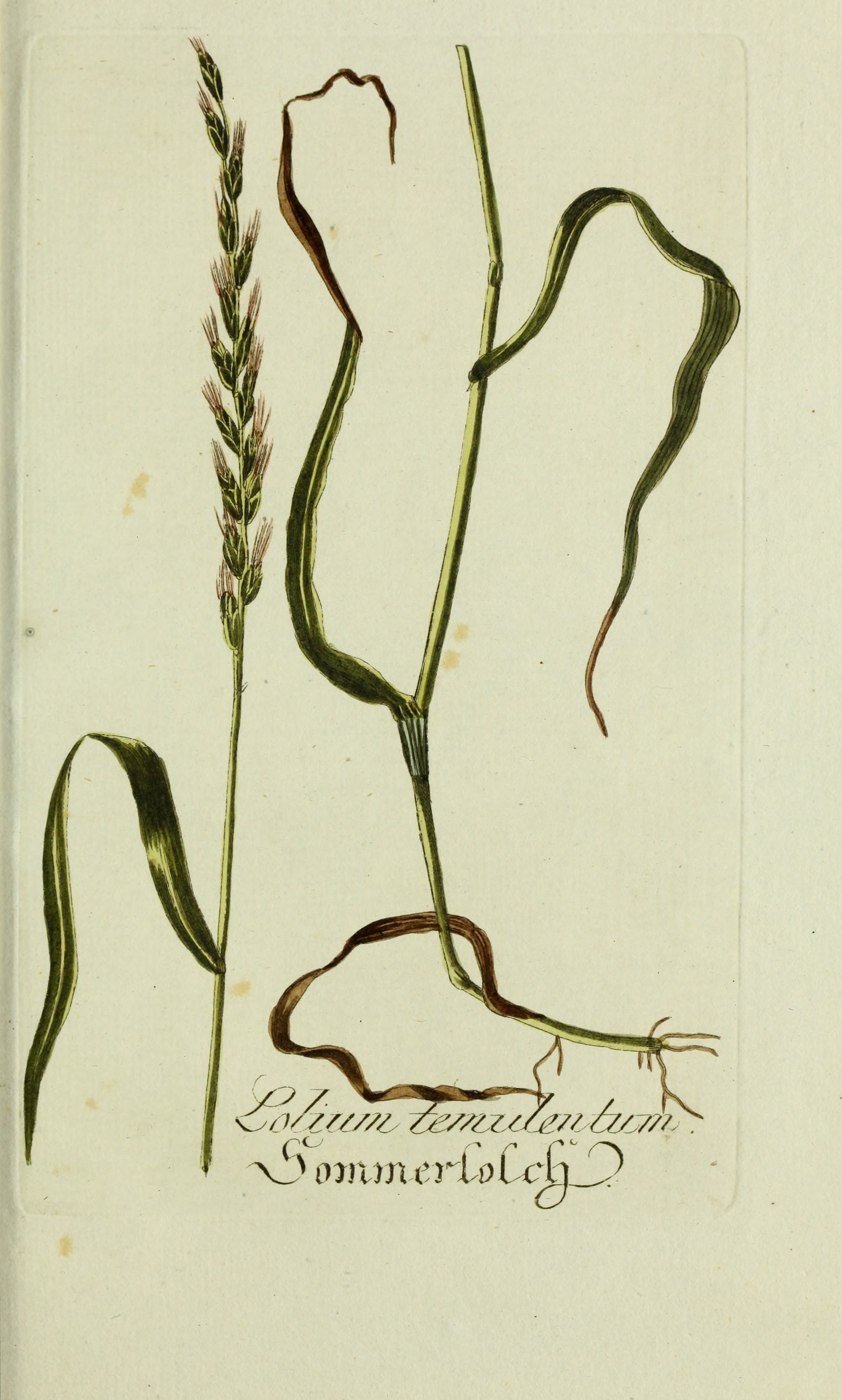